# Stiks
Stiks (grško Στύξ, Stýx osovražena) je v grški mitologiji boginja ter ženska poosebitev moškega močvirja in reke v podzemlju, ki po meji med tostranstvom in kraljestvom mrtvih iz Okeana teče v Had. Stiks je kot Okeanida nastarejša hči Okeana in Tetide, soproga Palasa. Njuni otroci so Bia (oblast), Kratos (moč), Zelos (vnema zavisti) in Nike. 
Ob reki Stiks so grški bogovi izrekali najbolj svete prisege.